# Nina Karin Monsen
Nina Karin Monsen (sinh ngày 29.5.1943 tại Bergen) là một tác giả và triết gia luân lý người Na Uy.

## Tiểu sử
Monsen lớn lên trong một gia đình vô thần theo chủ nghĩa nhân bản, nhưng sau đó bà đã cải sang Kitô giáo theo suy nghĩ triết học
Bà được hưởng học bổng nghiên cứu sinh (1971-1973), học bổng đại học (universitetssstipendiat) của Đại học Oslo (1973-1980) và học bổng quốc gia (statsstipendiat) năm 2004.
Monsen đậu bằng thạc sĩ triết học năm 1969 với luận văn về logic học của Willard Van Orman Quine. Sau đó bà nghiên cứu triết học nữ quyền (feminist philosophy); từ đó bà nổi tiếng là người đề xướng chủ nghĩa Nhân vị (Personalism) ở Na Uy, với tác phẩm nền tảng "Det elskende menneske" (Con người yêu dấu) năm 1987.
Bà là người đồng sáng lập "Phong trào nữ quyền mới" của Na Uy năm 1970. Bà đã viết nhiều sách, cả sách loại hư cấu và không hư cấu, và thường tham gia các cuộc tranh luận công khai ở Na Uy từ đầu thập niên 1970. Gần đây, Monsen đã trở thành người chống đối quyết liệt tình trạng hôn nhân đồng giới ở Na Uy.

## Đời tư
Bà kết hôn với học giả Helge Johan Thue.

## Giải thưởng
- Năm 2009, bà được trao Giải Lời nói tự do.

## Tác phẩm

### Không hư cấu
- Det kvinnelige menneske. Aschehoug, 1975
- Jomfru, mor eller menneske Universitetsforlaget, 1984
- Det elskende menneske, person og etikk (1987)
- Det Kjempende menneske, person og etikk (1990)
- Velferd uten ansikt, en filosofisk analyse av velferdsstaten (1998)
- Kunsten å tenke, en filosofisk metode til et bedre liv (2001)
- Den gode sirkel, en filosofi om helse og kjærlighet (2002)
- Det sårbare menneske, en filosofi om skam, skyld og synd (2004)
- Livstro, lesetykker (2005)
- Det innerste valget (2007)
- Kampen om ekteskapet og barnet (2009)

### Hư cấu
- Under Godhetens synsvinkel, tiểu luận, 1992
- Kvinnepakten, tiểu thuyết, 1977
- Jammersminne, tiểu thuyết, 1980
- Dødt liv, tập truyện ngắn, 1987
- Inntrengere, tiểu thuyết, 1989
- Tvillingsjeler, tiểu thuyết, 1993